# José Luis Lopes Costa e Silva
José Luis Lopes Costa e Silva (Lisbona, 17 maggio 1958) è un allenatore di calcio ed ex calciatore portoghese, di ruolo attaccante.

## Carriera

### Club
Ha sempre giocato nel campionato portoghese, conquistandolo 5 volte.

### Nazionale
Ha collezionato 4 presenze con la maglia della Nazionale.

## Statistiche

### Presenze e reti in Nazionale
| Cronologia completa delle presenze e delle reti in nazionale ― Portogallo | Cronologia completa delle presenze e delle reti in nazionale ― Portogallo | Cronologia completa delle presenze e delle reti in nazionale ― Portogallo | Cronologia completa delle presenze e delle reti in nazionale ― Portogallo | Cronologia completa delle presenze e delle reti in nazionale ― Portogallo | Cronologia completa delle presenze e delle reti in nazionale ― Portogallo | Cronologia completa delle presenze e delle reti in nazionale ― Portogallo | Cronologia completa delle presenze e delle reti in nazionale ― Portogallo |
| Data                                                                      | Città                                                                     | In casa                                                                   | Risultato                                                                 | Ospiti                                                                    | Competizione                                                              | Reti                                                                      | Note                                                                      |
| ------------------------------------------------------------------------- | ------------------------------------------------------------------------- | ------------------------------------------------------------------------- | ------------------------------------------------------------------------- | ------------------------------------------------------------------------- | ------------------------------------------------------------------------- | ------------------------------------------------------------------------- | ------------------------------------------------------------------------- |
| 21-09-1983                                                                | Lisbona                                                                   | Portogallo                                                                | 5 – 0                                                                     | Finlandia                                                                 | Qual. Euro 1984                                                           | 1                                                                         |                                                                           |
| 28-10-1983                                                                | Breslavia                                                                 | Polonia                                                                   | 0 – 1                                                                     | Portogallo                                                                | Qual. Euro 1984                                                           | -                                                                         |                                                                           |
| 13-11-1983                                                                | Lisbona                                                                   | Portogallo                                                                | 1 – 0                                                                     | Unione Sovietica                                                          | Qual. Euro 1984                                                           | -                                                                         |                                                                           |
| 25-09-1985                                                                | Praga                                                                     | Cecoslovacchia                                                            | 1 – 0                                                                     | Portogallo                                                                | Qual. Mondiali 1986                                                       | -                                                                         |                                                                           |
| Totale                                                                    |                                                                           | Presenze                                                                  | 4                                                                         |                                                                           | Reti                                                                      | 1                                                                         |                                                                           |

## Palmarès

### Giocatore

#### Competizioni nazionali
- Campionato portoghese: 5

Benfica: 1976-1977, 1980-1981, 1982-1983, 1983-1984, 1986-1987
- Coppa del Portogallo: 6

Benfica: 1979-1980, 1980-1981, 1982-1983, 1984-1985, 1985-1986, 1986-1987
- Supercoppa di Portogallo: 2

Benfica: 1980, 1985

### Allenatore

#### Competizioni nazionali
- Hong Kong Premier League: 1

South China: 2007-2008
- Coppa di Lega di Hong Kong: 1

South China: 2007-2008